# 広岡恵三

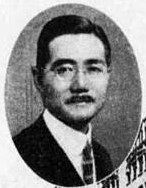
広岡恵三

広岡 恵三 （ひろおか けいぞう、1876年（明治9年）2月8日 - 1952年（昭和27年）1月6日）は、日本の実業家。大同生命第2代社長。

## 来歴・人物
1876年（明治9年）、子爵・一柳末徳の次男として東京で生まれる。
東京帝国大学在学中に広岡浅子（明治・大正期の実業家）の娘・亀子との縁談がまとまり、1901年（明治34年）に結婚、広岡家の婿養子となる。
1904年（明治37年）、義父・広岡信五郎（浅子の夫）の死を機に加島銀行に入社し、浅子らの事業を継承。
1909年（明治42年）、加島屋9代目当主・広岡久右衛門正秋の死を機に、加島銀行頭取、大同生命第2代社長に就任。
1910年（明治43年）、大阪電気軌道（現在の近畿日本鉄道の前身）の初代社長に就任（1912年に辞任）。
1924年（大正13年）、大分銀行の第5代頭取に就任（1927年に辞任）。

## 広岡恵三が登場する作品
- 古川智映子 『小説 土佐堀川〜女性実業家・広岡浅子の生涯』 （1988年、潮出版社） - NHK連続テレビ小説 『あさが来た』 の原案本
- 玉岡かおる 『負けんとき ヴォーリズ満喜子の種まく日々』 （2011年、新潮社） - 主人公・一柳満喜子の兄として登場

## 関連する人物
- 一柳末徳 - 父、播磨小野藩の最後（第11代）の藩主
- 一柳満喜子 - 妹
- ウィリアム・メレル・ヴォーリズ - 義弟 （妹・満喜子の夫）
- 広岡亀子 - 妻
- 広岡信五郎 - 義父 （妻・亀子の父）
- 広岡浅子 - 義母 （妻・亀子の母）、NHK連続テレビ小説 『あさが来た』 のヒロインのモデル
- 広岡久右衛門正秋 - 義父・広岡信五郎の弟、加島屋久右衛門家9代目当主
- 広岡久右衛門正直 - 正秋の娘婿、加島屋久右衛門家10代目当主、大同生命第3代社長

## 備考
- NHK連続テレビ小説 『あさが来た』では、ヒロイン・白岡あさの娘婿・白岡啓介（東柳啓介）を工藤阿須加が演じた。